# Коту-Мишту
Ко́ту-Ми́шту (порт. Couto Misto, галис. Couto Mixto, исп. Coto Mixto) — ранее существовавшее карликовое государство на границе Испании и Португалии. Состояло из деревень Сантьяго-де-Рубиас, Рубиас (ныне в испанском муниципалитете Кальвос-де-Рандин) и Меаус (ныне в испанском муниципалитете Бальтар), все в долине Салас, Оренсе, Галисия. Территория Коту-Мишту также включала в себя небольшую необитаемую полосу, ныне входящую в состав португальского муниципалитета Монталегре.

## Этимология
Термин couto (по-испански coto) происходит от латинского cautes / cautum, которое обычно относится к огороженной и хорошо защищённой области. Первоначально этим термином называли камни, которые использовались для обозначения границ территории, но в средние века его стали применять к землям, при феодальной системе освобождённым от власти короля и владевшими особым экономическими, политическими и судебными режимами.
Mixto происходит от латинского mixtus «смешанный», состоящий из элементов разных классов. По стратегическим причинам, жители государства принимали как португальское, так и испанское гражданство (третьи же и вовсе его не выбирали), но не считались подданными ни одной из корон.

## История

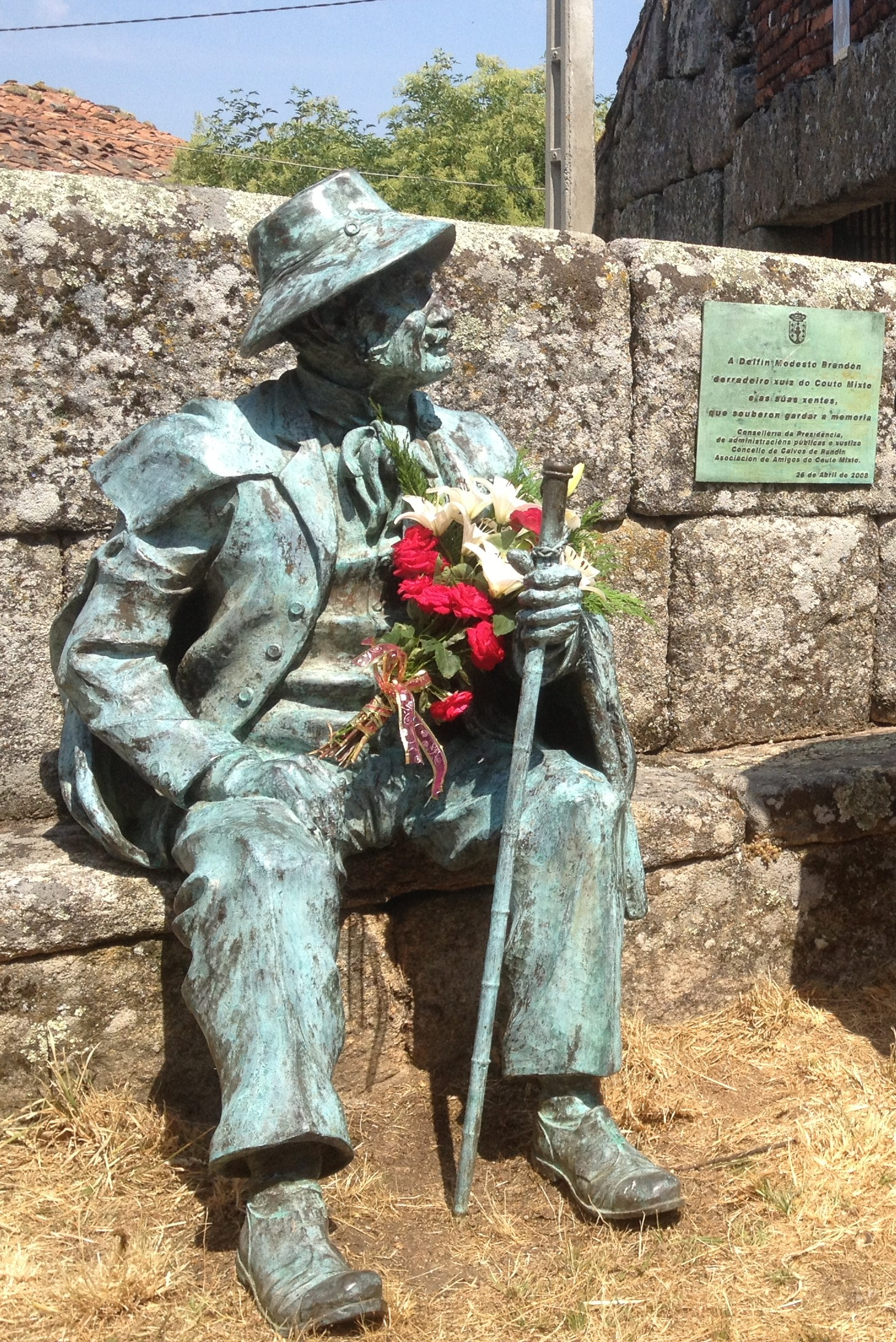
Дельфим Модесто Брандао — предпоследний глава государства, согласно его мемуарам (Interesante Historieta del Coto Mixto) вступивший в должность в январе 1863 года. За ним последовал ещё один «Судья», правление которого прекратилось с разделом и аннексией территории.

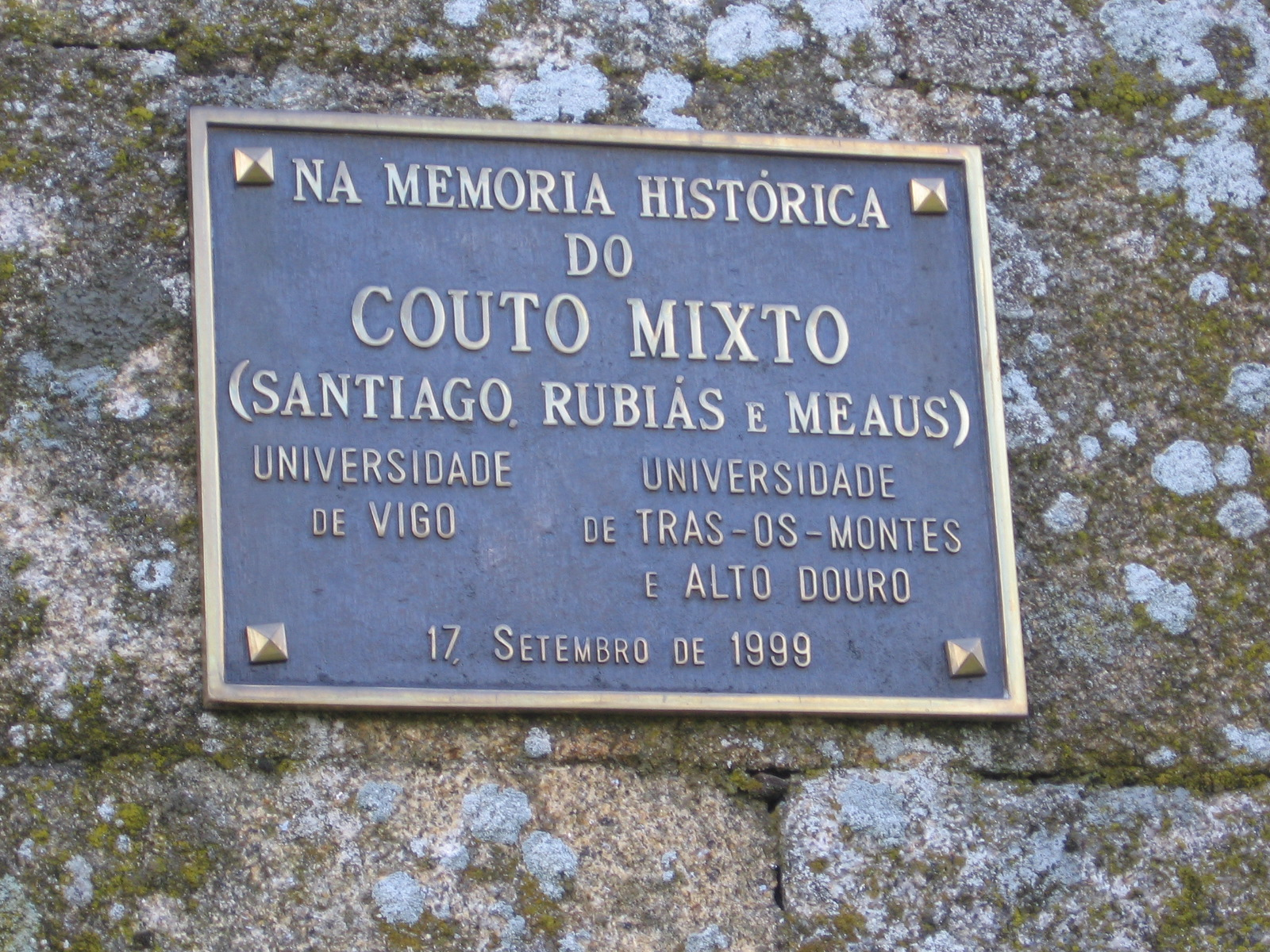
Памятная доска на церкви Сантьяго-де-Рубиас

Получение Коту-Мишту независимости и начало его формирования как государства относят к 1147 году, хотя фактически оно было образовано ранее, а именно в X веке, примерно во время отделения Португалии от Королевства Леон.
В 1518 году из-за столкновений между жителями приходов Баррозу и Рандин население Коту-Мишту обратилось за поддержкой к графу Монтеррейскому, который принял предложение и продолжал покровительствовать государству до конца его существования.
В 1785 году Министерство финансов Испании предложило Португалии приступить к уничтожению табака, производимого в Коту-Мишту. Эту идею поддержали граф Флоридабланка с испанской стороны и Фернан Нуньес с португальской. Запрет вступил в силу в 1850 году — с этого момента стало законно выращивать не более трёхсот фунтов табака в год.
Вплоть до Лиссабонского договора 1864 года, разделившего территорию Коту-Мишту между Испанией (аннексировавшей большую часть земли, включая три деревни) и Португалией (получившей меньшую необитаемую полосу земли) и окончательно вступившего в силу 5 ноября 1868 года, страна де-факто оставалась суверенной, не попадая под контроль какого-либо из соседей.

## Привилегии
Жители Коту-Мишту обладали рядом привилегий, среди которых: возможность не выбирать определённое гражданство (испанское или португальское); не платить налоги в пользу Испании и Португалии (земельный, торговый, налог на наследство и т. д.); не вступать на военную службу, в частности в армии Испании и Португалии; предоставлять убежище чужакам и отказывать в нём; выращивать любые сельскохозяйственные культуры, в том числе табак (потеряна в 1850 году) и др.

## В настоящее время
В 1998 году с целью восстановления исторической памяти была создана «Ассоциация друзей Коту-Мишту», которую возглавляют такие представители галисийской культуры, как Луис Гарсиа Манья, Биеито Ледо Кабидо, Ксесус Ферро Руибаль, Хосе Гонсалес Мартинес, Антон Пулидо. Она занимается организацией различных культурных мероприятий, например, летних курсов, проводимых в сотрудничестве с университетами Виго и Трас-ос-Монтес, развитием «Открытого музея Коту-Мишту», публикацией научных исследований (Микротопонимический инвентарь Коту-Мишту) и др.